# 源順

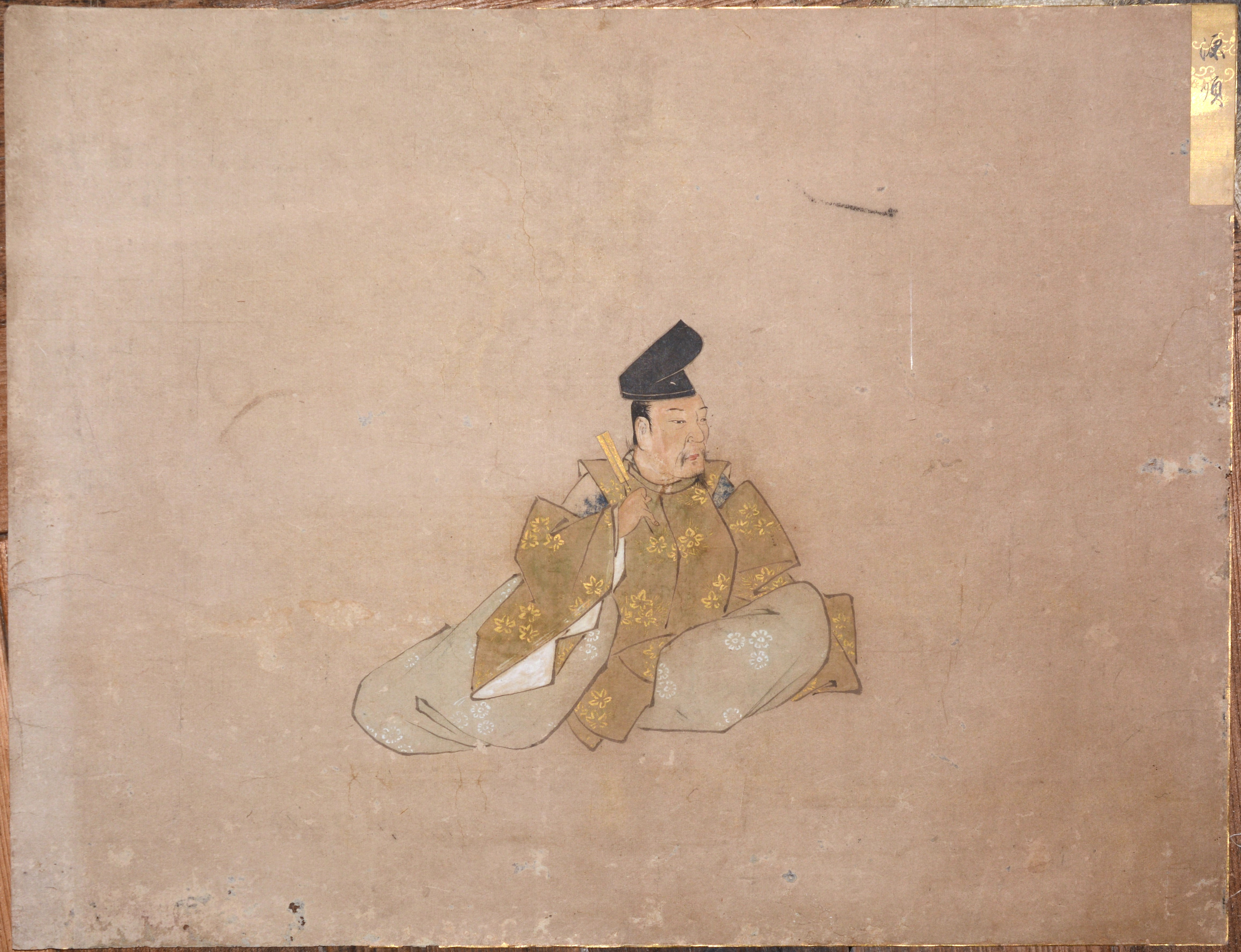
源順　三十六歌仙絵（個人蔵）

源 順（みなもと の したごう）は、平安時代中期の貴族・歌人・学者。嵯峨源氏、大納言・源定の曾孫。左馬允・源挙（みなもと の こぞる）の次男。官位は従五位上・能登守。梨壺の五人の一人にして三十六歌仙の一人。

## 経歴
嵯峨天皇の子であった大納言・源定を祖とし、その子源至は左京大夫に進んだ。だが、至の子である挙は正七位下相当にしか進めず、しかも延長8年（930年）には急死している。源順が数え年で20歳のときである。
順は若い頃から奨学院において勉学に励み博学で有名で、承平年間（930年代半ば）に20歳代にして日本最初の分類体辞典『和名類聚抄』を編纂した。漢詩文に優れた才能を見せる一方で和歌に優れ、天暦5年（951年）には和歌所の寄人となり、梨壺の五人の一人として『万葉集』の訓点作業と『後撰和歌集』の撰集作業に参加した。天徳4年（960年）の内裏歌合にも出詠しており、様々な歌合で判者（審判）を務めた。特に斎宮女御・徽子女王とその娘・規子内親王のサロンには親しく出入りし、貞元2年（977年）の斎宮・規子内親王の伊勢国下向の際も群行に随行している。
しかし、この多才ぶりは伝統的な大学寮の紀伝道では評価されなかったらしく、文章生に補されたのは和歌所寄人補任よりも2年後の天暦7年（953年）で、43歳の時であった。天暦10年（956年）勘解由判官に任じられると、民部丞・東宮蔵人を経て、康保3年（966年）従五位下・下総権守に叙任される（ただし、遥任）。
康保4年（967年）和泉守に任じられる。しかし、源高明のサロンに出入りしていたことが、任期中の安和2年（969年）に発生した安和の変以後の官途に影響を与え、天禄2年（971年）の和泉守退任後、天元3年（980年）に能登守に補任されるまで長い散位生活を送った。なお、この間の天延2年（974年）に従五位上に叙せられている。
永観元年（983年）卒去。享年73。最終官位は従五位上行能登守。

## 人物
三十六歌仙の一人に数えられる。勅撰歌人として『拾遺和歌集』（27首）以降の勅撰和歌集に51首が入集している。大変な才人として知られており、源順の和歌を集めた私家集『源順集』には、「あめつちの歌」のように数々の言葉遊びの技巧を凝らした和歌が収められている。また『うつほ物語』、『落窪物語』、『篁物語』の作者にも擬せられ、『竹取物語』の作者説の一人にも挙げられる。
漢文体による意義分類体辞書『和名類聚抄』は、事物の項目を見出しとし、出典や意義や和訓などの注釈を施したもので、日本の辞書史上における最重要文献の1つとされる。また和漢の書物を多く引用しており、その中には『楊氏漢語抄』や『弁色立成』などの書名も見えることから、逸書の手がかりを含む貴重な文献資料でもある。

## 官歴
※ 日付＝旧暦
- 天暦5年（951年） 10月：和歌所寄人
- 天暦7年（953年） 10月：文章生[4]
- 天暦10年（956年） 正月27日：勘解由判官
- 応和2年（962年） 正月22日：民部少丞、兼東宮蔵人
- 応和3年（963年） 正月28日：民部大丞
- 康保3（966年） 正月7日：従五位下（省労）[4]。正月27日：下総権守
- 康保4年（967年） 正月20日：和泉守[5]
- 天延2年（974年） 正月25日：従五位上（治国）[6]
- 天元3年（980年） 正月29日：能登守[5][7]

## 系譜
『尊卑分脈』による。
- 父：源挙
- 母：不詳
- 生母不明の子女
  - 男子：源貞